# Антропология театра
Антропология театра — комплексное изучение человека (наука о человеке) в рамках сценического действия, возникшее во второй половине XX века. Основоположником данного подхода принято считать итальянского театрального деятеля Эудженио Барбу, который впервые упомянул данное понятие в своей работе «Бумажное каноэ». Становление антропологии театра возникло в связи с нарастающим интересом к изучению духовных и телесных возможностей человека в пределах театрального пространства.

## Характеристика
Теория развития театра Э. Барбы опиралась на опыт мастеров авангардного искусства (А. Арто, Вс. Мейерхольда, К. С. Станиславский, М. Чехова, Питер Брука, Н. Н. Евреинова, Ежи Гротовского, Б. Брехта, Т. Ричардса). Э. Барба в своей книге «Словарь театральной антропологии. Тайное искусство исполнителя» сформулировал одну из основных задач для развития театральной антропологии — обнаружение принципов, которые возвращаются (цикличность театрального искусства, возвращение к «истокам», анализ психотехник Востока). Все исследования театра должны опираться на его антропологическую сторону. Мастера данной концепции представляли её как «этносценологию», так как определённый театральный принцип представлен в различных театральных традициях, работы западных театров основывались на опыте искусства Востока (Индия, Китай, Япония: традиции театра Но и Кабуки стали источником развития «натуралистического» типа театра). Взаимодействие на сцене основывалось на опыте систем восточных ритуальных танцев и жертвоприношений. Театр представляет собой место преобразования зрителя и актёра с помощью взаимного обмена энергией, раскрытия мировоззрения и возможностей человека.
В бытовой реальности человек играет, выдумывает гиперболизированные образы для выживания в современной и искусственной реальности. У актёров есть возможность вернуться к своей истинной Природе, познать чистую форму своей личности. В начале XX века Театр стал изучаться не как явление, а как основной принцип общественной жизни человека. Исследователи этого времени считали, что, как только у первого человека появился инструмент, орудие — появились определённые жесты, движения, театральное действие, закрепился театральный принцип, элементы которого сквозь века сохранялись и воплощались в театральном искусстве. Тело представлялось неким «физическим» аппаратом для реализации эмоционального воздействия, выступающим как основной элемент театральной практики.
У человека в бытовом мире «театрализованы» абсолютно все жизненные процессы (рождение, семья, государство, суд, свадьба, похороны и т. д.). Как условие театральной реальности, интерпретируется вхождение человека в контакт с окружающим миром посредством игровых моделей, искусственно придуманных образов. «Театральность» рассматривается как общечеловеческий природный инстинкт, который проявляется в стремлении к игровому процессу. В этом процессе человек играет определённую роль, несет конкретный образ.

## Система актёрского тренинга и биомеханики
Для реализации своего существования в рамках сценического действия человеку необходимо изучить и преобразовать механику своего телесного аппарата: снять все мышечные зажимы, дисциплинировать взаимодействие координации и баланса, придать направление энергии. Положение тела влияет на эмоцию, которая через пластичность выражает идею сценического действия. Для обучения техники преобразования энергии в сценическом пространстве в театральных вузах была введена система актёрского тренинга. В 20-х гг. XX века Вс. Э. Мейерхольд, советский театральный режиссёр, теоретик и практик искусства гротеска (сочетания реальности и вымышленности), одним из первых ввел в процесс театрального обучения сценическое движение как самостоятельную дисциплину, впервые в актёрской практике ввел термин «биомеханика» (bios- жизнь; mexane- орудие, инструмент). Биомеханика — система актёрского тренинга, определённая концепция «телесного» воспитания Человека, через которую актёр приходит к выразительности своего посыла в сценическом пространстве.
Концепция биомеханики является основой объективных законов выразительности движения, которая реализуется в соблюдении основных законов системы «отказ-импульс-тормоз»: чтобы актёр пришел к своему внутреннему эмоциональному посылу, в сценическом действии ему необходимо пройти определённую последовательность механических действий, «сценическую трехступенчатость»:
1. закон контраста (взаимодействие концентрического и эксцентрического движения: закрытие — освобождение, посыл к центру действия и от него);
2. закон зависимости эмоций от тела (эмоциональное восприятие внешнего мира зависит от «механики» тела человека; с конкретной позой связана определённая психофизическая идея актёра);
3. закон «тело как единая система» (в каждом движении участвуют все участки тела Человека: для воплощения движения даже пальца руки необходимо задать импульс всему аппарату тела, чтобы зритель смог понять сценическое действие).
При этом тело должно постоянно находиться в состоянии «нарушения баланса», чтобы «оживить» тело необходимо выводить его из состояния равновесия («танец баланса»). Для поддержания постоянства данного состояния, многие театры Востока специально вводят обязательные полусогнутые позы, неудобные положения тела актёров (полусогнутое положение, ходьба на внутренней стороне стопы и т. д.) для снятия зажима и нарушения привычной координации движений.

## Школа театральной антропологии Э.Барба
В 1979 году Э. Барба создает «Международную школу театральной антропологии» (ISTA: International School of Theater Anthropology) как семинарскую программу изучения театрального процесса на «пре-экспрессивном» уровне, на котором возможен переход актёра от своей реальности к новой, «театральной» реальности. В рамках театральной лаборатории нового типа проводились тренинги, обсуждались доклады психофизиологов, исследования в области сознания и пластики, анализ восточной философии, изучались эмоциональное и психофизическое состояние человека во время театрального действия. В своем «Один — театре» Э. Барба воплотил систему «танцующего театра», так как принципы «телесности», согласно данному подходу, человек в полной мере может проявить только в балете. Для этого необходимо уничтожить грань специализации актёрского искусства (нет отдельного актёра музыкального / драматического театра / театра-балета), есть универсальный, обобщенный и многофункциональный Актёр, способный воплотить в себе работу трех основных принципов «Школы театральной антропологии».

### Принципы сценического действия
1. Принцип «баланс в действии» (как способ управления энергией)
Восточный театр синтезирует принципы баланса, равновесия и энергии. В Японском театре Кабуки «энергия» = «Ко-Си» (дословный перевод: «поясница и ребра», значит, что эти части тела актёра в «экстра — обыденном уровне» зафиксированы со всей осью спины — принцип «вертикального положения человека»). В поиске новой опоры для сохранения равновесия увеличиваются затраты энергии актёра. Во время сценического действия актёр последовательно изменяет состояния равновесия, создавая «танец баланса» (совокупность движений, выводящих тело из состояния покоя). На «экстра — обыденном» уровне актёр ищет самые неудобные, непривычные способы управления общим тонусом тела. Наблюдается обращение к системе «установок и доминант» физиолога А. А. Ухтомского, рассматривающего тренинг как устойчивый комплекс нервных связей, обусловленных прошлым опытом человечества: привычное положение тела, система движения определяется «доминантами» как на общий психофизиологический комплекс;
1. Принцип «танец противоположностей»:
Энергия возникает посредством работы противодействующих сил (частей тела), наследие опыта разработки системы «отказа» Вс. Мейерхольда (направление тела в противоположную сторону для накопления импульса). Для выполнения определённой работы заданной частью тела, необходимо сделать противоположное действие с другой частью тела, создав напряжение мышечного корпуса. Театры Востока применяли схожий принцип поиска препятствий телу. Это комплекс создания искусственных преград: сгибание спины при походке, обвязывание ног — переход к контрдействию. Применялась и восточная методика «расширенного тела» (при выделении энергии — частицы расширяются, увеличивают темп, интенсивность мышечной работы системы «тело — дух», обеспечивают переход в состояние экстаза. Для Э. Барбы «экстаз» — это психофизическое состояние предыгрового действия, «состояние пустоты, выходящей за пределы акта и готовящей импульс к действию».
1. Принцип соединения несоединимого (закон сохранения энергии):
С помощью психологического жеста при минимальной физической активности возможно достичь максимальной интенсивности выполнения действия. При проявлении высокой интенсивности в рамках сценического акта, осуществляется переход на «пре-экспрессивный уровень» (как место локализации «биоса» актёра, процесс переноса на восприятие зрителя). Постижение «пре-экспрессивного» уровня возможно с помощью системы тренинга, так как упражнения мобилизуют энергию тела и сознание актёра, реализуют начальные импульсы. Э. Барба такую систему называл «необходимым амулетом» отказа от стереотипной формы движения. Мастер отмечает поведение актёра на «экстра — обыденном» уровне: в реальной жизни мы существуем на «обыденном» уровне, на сцене — на «экстра — обыденном», изменяющем нормы бытового поведения. Данный уровень включает работу основных систем: «тело-дух» и «мысль-в-действии», которые находят свое выражение в актерском тренинге. Созданный ритм мышления способствует раскрытию энергии тела. Связанная последовательность механических движений сливается в единый импульс исполнения.

## Заключение
Таким образом, театральная антропология Э. Барбы стала новым способом осуществления поиска культурных универсалий и реализации уникального типа человека в рамках авангардного театрального искусства XX в. Создание «Международной школы театральной антропологии» ещё раз доказывает важность изучения антропологического фактора в рамках сценического действия как основания для новой трактовки картины мира. Э. Барба создает лабораторию актёрского мастерства с целью создания нового театрального языка, способа реализации «контакта» между зрителем и актёром. Театр представляется универсальным искусством, в котором человек должен быть готовым ко всему, уметь реализовывать любые действия.